# Rafael Pennisi
Rafael Pennisi (* 29. Juli 1985) ist ein ehemaliger argentinischerGewichtheber.
Pennisi erreichte bei den Panamerikanischen Meisterschaften 2008 in Callao in der Klasse bis 85 kg den fünften Platz. Bei den Panamerikanischen Meisterschaften 2009 in Chicago trat er in der Klasse bis 94 kg an und wurde wiederum Fünfter. Nachdem er bei einer Trainingskontrolle positiv auf Clenbuterol getestet wurde, sprach der Weltverband IWF eine zweijährige Sperre gegen Pennisi aus, die von 2011 bis 2013 dauerte.